# Établissement métis de Fishing Lake
L'établissement métis de Fishing Lake est une communauté située dans la province d'Alberta, dans le centre-est.

## Démographie
La population de l'établissement métis de Fishing Lake selon son recensement municipal de 2018 est de 436 habitants, soit une diminution par rapport à son recensement municipal de 2015, qui comptait 491 habitants.
En tant que lieu désigné lors du recensement de la population de 2016 effectué par Statistique Canada, l'établissement métis de Fishing Lake a enregistré une population de 446 personnes vivant dans 160 de ses 190 logements privés totaux, soit une variation de 2,3 % par rapport à sa population de 436 personnes en 2011. Avec une superficie de 355,51 km2, il avait une densité de population de 1,3/km2 en 2016.
En tant que lieu désigné lors du recensement de 2011, Fishing Lake comptait 436 habitants vivant dans 153 de ses 170 logements totaux, soit une variation de -9,9 % par rapport à sa population de 484 habitants en 2006. Avec une superficie de 355,74 km2, sa densité de population était de 1,2256/km2 en 2011.

## Économie
Fishing Lake est membre de l"Alberta Hub", qui est une alliance économique au nord est de l'Alberta.
Cette alliance permet de développer des opportunités bénéfiques en mettant l'accent sur une économie diversifiée et renforcée.

## Géographie
Fishing Lake est à l'est de l'Alberta, au Canada.
Coordonnées géographiques : 53°58'10.1"N 110°10'35.8"W